# Pita alablava
La pita alablava (Pitta moluccensis) és una espècie d'ocell de la família dels pítids (Pittidae) que habita els boscos del sud-est asiàtic.